# Vijfasser

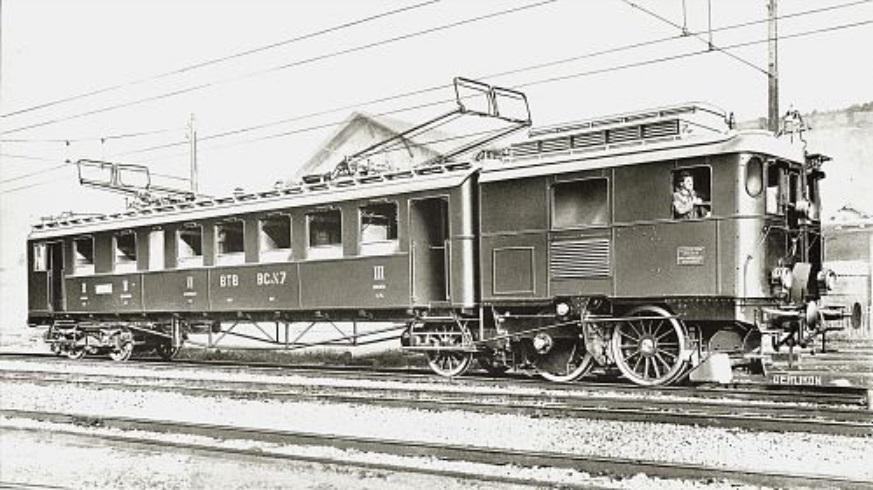
Vijfasser voor de lijn Thun - Burgdorf

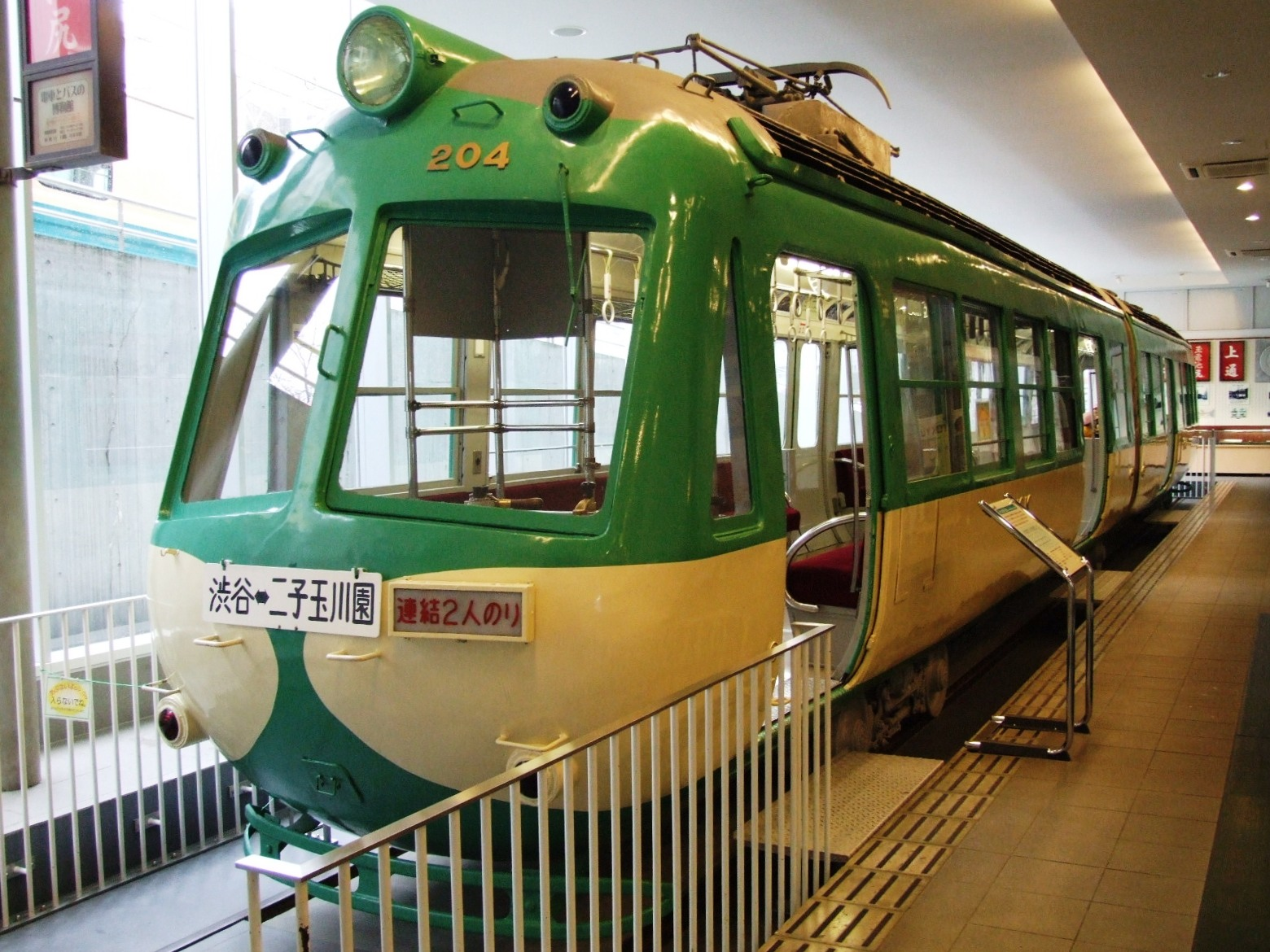
Een museale vijfasser in Tokio

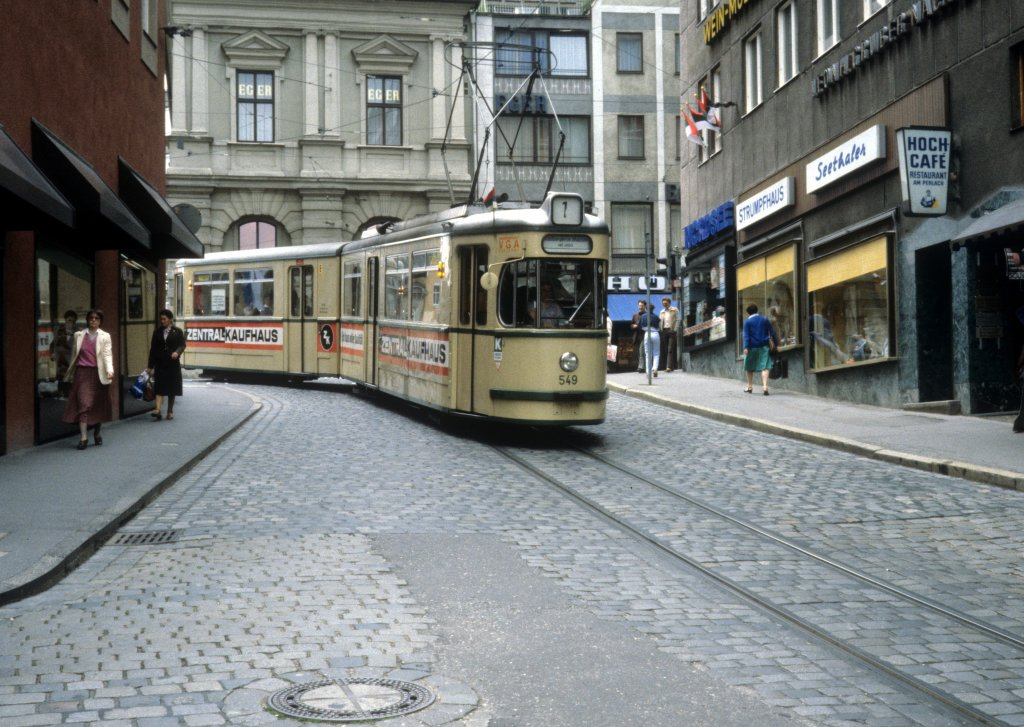
Een vijfasser op straat in Augsburg (1980)

Zijaanzicht van een vijfasser

Een vijfasser is een voertuig dat rust op vijf assen. De benaming wordt vooral in de spoor- en tramwegwereld gebruikt.

## Vijfassers in Zwitserland
Al in 1921 werden voor de Spoorlijn Thun - Burgdorf twee combinaties geleverd van een drie-assige locomotief waar een wagon werd opgelegd die verder op een draaistel rustte. Met een vermogen van circa 400 pk waren ze ingericht om 60 km/u te halen. 

## Vijfassers in Tokyo
In 1955 bestelde Tokyu voor de Tamagawa lijn zes vijassige enkelgelede semilagevloertrams, de serie 200. De lengte van de trams was circa 20,4m en de vloerhoogte was slechts 590mm. Het aantal assen volgde uit twee draaistellen aan de uiteinden, maar slechts een eenassig draaistel onder de geleding. Dit eenassige draaistel volgde het talgo-principe.
Het tramtype was verder vernieuwend vanwege de zelfdragende carroserie met goede stroomlijn en de voor Japan moderne mechanische luchtventilatie in het interieur. Bij de inkorting van de Tamagawa lijn in 1969 gingen de wagens uit dienst, maar er is een exemplaar bewaard gebleven. Nadien nam Tokyu pas in 1999 weer gelede trams in dienst, de serie 300.

## Vijfassers in Augsburg
Vijfassers bestonden voor zover bekend verder alleen bij de tram in Augsburg (Duitsland). Een belangrijk voordeel van dit tramtype was, dat er ten opzichte van een (drieassig) tramstel bestaande uit motorwagen met bijwagen één conducteur werd uitgespaard. Als basis voor het ontwerp diende de in 1956 gebouwde drieassers. 

### Bouw
In het nieuwe ontwerp werd een drieasser verlengd tot het zogenaamde type opleggertram. De voorste drieassige bak kreeg een tweede wagenbak, enerzijds rustend op een tweeassig draaistel en anderzijds rustend op de eerste wagenbak. Deze levering vond plaats in 1964. In 1968 werden volgens hetzelfde principe ook nog een aantal vijfassers gebouwd, ditmaal werden daadwerkelijk oudere trams uit 1956 verlengd. In totaal waren er vanaf 1969 dan 42 vijfassers in dienst.  De vijfassers zijn tussen 1985 en 2001 door nieuwere gelede wagens vervangen.